# Albert Cahen (pédagogue)
Pour les articles homonymes, voir Albert Cahen (homonymie) et Cahen.
Albert Cahen, né le 12 juillet 1857 à Paris et mort dans la même ville le 20 décembre 1937, est un pédagogue et haut fonctionnaire français.

## Biographie
Il est l'aîné d'une fratrie incluant le mathématicien Eugène Cahen (1865-1941) et l'helléniste Émile Cahen (1874-1941).
Il est inspecteur général de l'instruction publique et professeur de rhétorique au collège Rollin.
Il demeure 60 rue Condorcet à Paris.

## Distinctions
- Commandeur de la Légion d'honneur (décret du 15 janvier 1928)[3]. Nommé chevalier en 1903, promu officier en 1921, il est fait commandeur le 9 février 1928 par Gustave Lanson.

## Publications
- Étude sur Joseph de Maistre, 1892.